# George Stigler
George Joseph Stigler (17. ledna 1911 Seattle – 1. prosince 1991 Chicago) byl americký ekonom, který v roce 1982 získal Cenu Švédské národní banky za rozvoj ekonomické vědy na památku Alfreda Nobela za „významné studie o průmyslové struktuře, fungování trhu a o příčinách a následcích veřejné regulace“. Spolu se svým přítelem Miltonem Friedmanem byl přední postavou Chicagské školy.